# Torkapelle

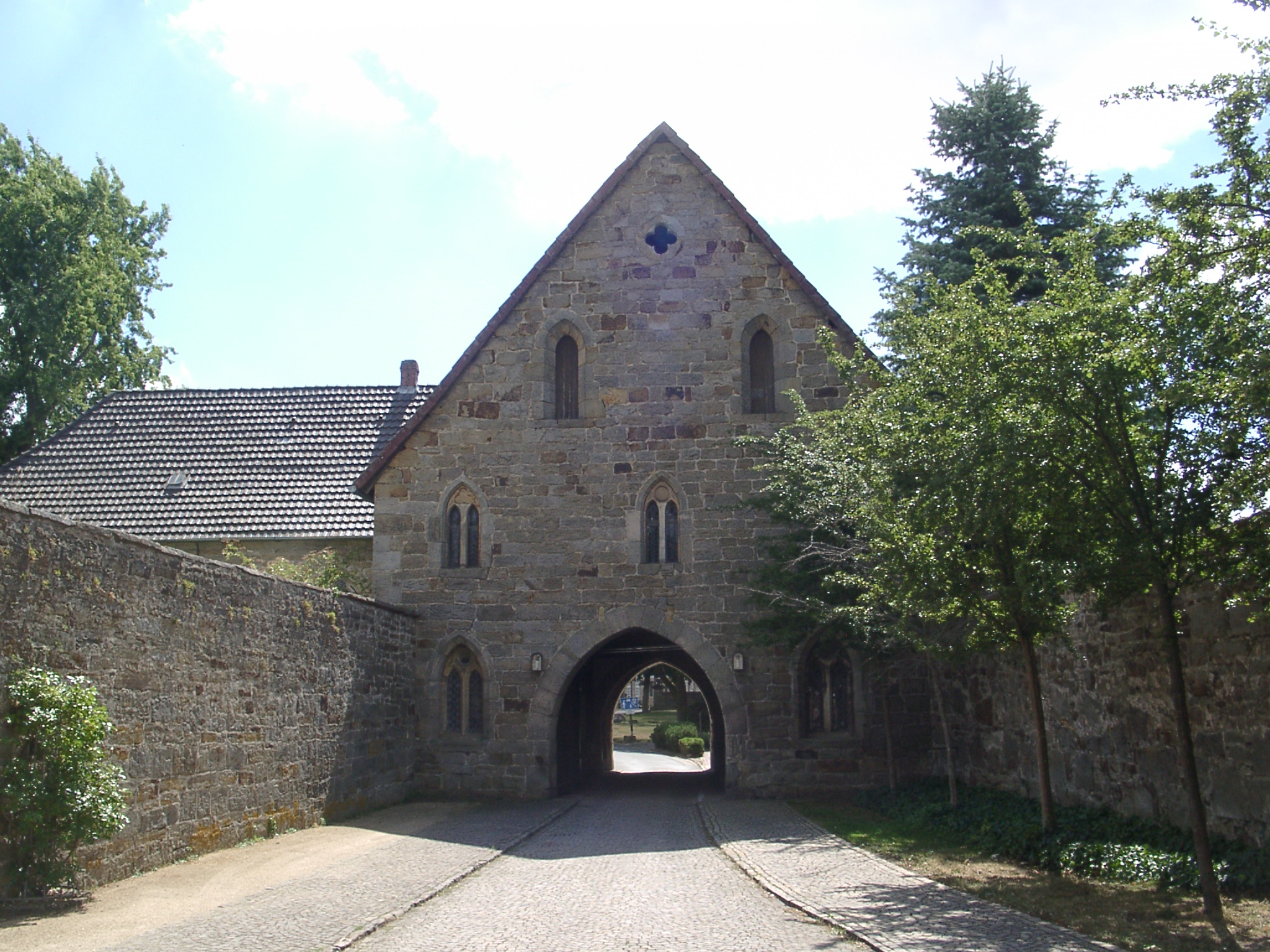
Kloster Loccum, Tor mit Torkapelle im Obergeschoss

Eine Torkapelle ist ein Kirchenraum am oder im Torgebäude einer mittelalterlichen befestigten Anlage. Torkapellen gab es bei Klosterpforten, Burgzugängen und Stadttoren. Sie dienten den Ankommenden zur Rast und zum Dank an Gott, den Abreisenden zur Segensbitte. Älter war ihre apotropäische Bedeutung, ähnlich den Heiligendarstellungen und Hoheitszeichen am Tor (die ihrerseits oft religiöse Symbole enthielten): das angreifende Böse sollte gebannt werden.

## Beispiele
- Klauskapelle in Goslar, Niedersachsen
- St. Elisabeth in Hude, Niedersachsen
- Tor der Morgenröte in Vilnius, Litauen
- Obertorkapelle, Neuss